# Сивков, Евгений Витальевич
Евгений Витальевич Сивков (6 сентября 1949, Алма-Ата — 6 декабря 2024, Санкт-Петербург) — советский и российский волейбольный тренер, Заслуженный тренер Казахской ССР (1984) и России (2004).

## Биография
Родился 6 сентября 1949 года в городе Алма-Ата. С ранних лет увлекался спортом и занимался волейболом. Игровую карьеру начал в алма-атинском «Буревестнике» в амплуа пасующего в 1966 году. Окончил Казахский государственный институт физической культуры.
В 1970-е годы завершил игровую карьеру и начал тренерскую деятельность. Его тренерская работа оставила значительный след в волейбольной истории Казахстана, России и Советского Союза.

### Тренерская карьера
- В 1979 году стал тренером алма-атинского клуба «Дорожник», где работал до 1987 года.
- С 1987 по 1991 год возглавлял клуб СКА (Алма-Ата).
- В 1991—1994 годах был старшим тренером команды «Азамат» и национальной сборной Казахской ССР.
- В 1995—2003 годах был старшим тренером команды «ТТУ» (сейчас «Ленинградка»).
- В 2007—2008 годах тренировал клуб «Рахат» и женскую сборную Казахстана, добившись значительных успехов, включая победу на Кубке Азии в 2007 году.

После переезда в Санкт-Петербург в 1994 году работал тренером в СШОР № 1 имени В. Платонова Калининского района. Также трудился в женских командах («Экран», МГФСО, «Атлант», «Самородок», «Университет-Технолог»).

### Достижения
- Заслуженный тренер Казахской ССР (1984) и России (2004).
- Бронзовый призёр Спартакиады народов СССР 1991 года со сборной Казахской ССР.
- Бронзовый призёр летней Универсиады 1991 года со студенческой сборной СССР.
- Серебряный призёр Чемпионата Азии 1993 года со сборной Казахстана.
- Победитель Кубка Азии среди клубных команд 1993 и 2007 годов.
- Обладатель Кубка СССР 1991 года.

### Личная жизнь
Евгений Витальевич был женат, воспитал двух сыновей. 

### Смерть
Евгений Сивков скончался 6 декабря 2024 года в Санкт-Петербурге на 76-м году жизни. Его вклад в развитие волейбола был отмечен коллегами и воспитанниками как в Казахстане, так и в России.